# Гипроникель
ООО «Институт Гипроникель» — советский и российский научно-исследовательский и проектный институт технологии горной добычи, обогащения и переработки минерального сырья, цветной металлургии. Головная организация находится в Санкт-Петербурге. Имеются филиалы в Норильске и Мончегорске. Институт награждён орденом Трудового Красного Знамени (1984).

## История
Институт создан в сентябре 1934 года как Государственная контора по изысканию и проектированию предприятий никеле-оловянной промышленности «Никельоловопроект», позднее «Союзникельоловопроект» (СНОП), и располагался на Красной улице в Ленинграде. Первым проектом конторы стало строительство комбината «Южуралникель», затем были реализованы несколько крупных проектов в никелевой, оловянной и алюминиевой промышленности.
В июле 1941 институт эвакуирован в Свердловскую область, а в 1942 году из блокадного Ленинграда были вывезены документы и оборудование, уцелевшие после пожара, случившегося 4 июня 1942 года. В эвакуации СНОП продолжал проектную деятельность, функционировали 12 крупных подразделений, экспедиции и партии, в головной организации трудились 240 человек. Помимо проектно-изыскательских работ в сфере никелевой, кобальтовой, оловянной промышленности, сырьевой базы алюминиевой металлургии, институт занимался и разработками оборонного назначения: капсюля-детонатора, самонаводящейся танковой пушки, невидимой световой сигнализации, имитатора оружейно-пулеметной стрельбы, зенитного электронаблюдателя, проектов установок производства взрывчатых веществ (динамонов) и другие.
В 1945 году СНОП был преобразован в Проектный и научно-исследовательский институт «Гипроникель», началась работа по созданию научно-исследовательской части. После окончания войны организация помещалась на Невском проспекте, дом 30. На 1 января 1946 года численность сотрудников института составляла 736 человек. В 1946 году был сформирован научно-технический совет.
В 1958 году начали выпускаться «Труды института» тиражом в 1000 экземпляров.
В 1959 представители «Гипроникеля» приняли участие в XI горно-металлургическом съезде в Германии, началась международная деятельность института. В дальнейшем институт принимал участие в проектировании и вводе в строй ряда предприятий на Кубе, в Югославии, Китае и других странах.
В ознаменование 50-летия 11 сентября 1984 года институт награждён Орденом Трудового Красного Знамени за заслуги в развитии цветной металлургии.
С января 1988 года институт начал переходить на хозрасчёт и самофинансирование. В 1991 году вошел в состав государственного концерна «Норильский никель». В 1994 году при преобразовании концерна в РАО «Норильский никель», институт также был преобразован в ОАО «Институт Гипроникель» и стал дочерней организацией ОАО ГМК «Норильский никель», его основной научной и проектной базой. В 2006 году преобразован в Общество с ограниченной ответственностью.

## Основные данные
Уставный капитал Института «Гипроникель» составляет 146 922 872 рубля и полностью принадлежит ПАО ГМК «Норильский никель». Генеральный директор — Вартомо Александр Ахмадиевич, в должности с сентября 2019 года.

### Филиалы

#### Норильский филиал
На базе конторы, осуществлявшей проектирование и строительство Норильского комбината, в 1938 году был образован институт «Норильскпроект». По проектам института в Заполярье строились как объекты промышленной металлургии, так и гражданские проекты. «Норильскпроект» присоединён к ООО «Институт Гипроникель» в качестве филиала.

#### Кольский филиал
Филиал образован в Мончегорске в 1937 году для строительства комбината «Североникель», осуществлял комплексное строительство Мончегорска.